# 普瓦图地区旺德夫尔
普瓦图地区旺德夫尔（法語：Vendeuvre-du-Poitou，法語發音：[vɑ̃dœvʁ dy pwatu]）是法国新阿基坦大区维埃纳省的一个旧市镇，属于普瓦捷区。2017年1月1日，瓦图地区旺德夫尔和相邻的另外3个市镇合并为新市镇圣马丹拉帕吕（Saint Martin la Pallu），普瓦图地区旺德夫尔为政府驻地。

## 地理
普瓦图地区旺德夫尔（46°44'8"N, 0°18'34"E）面积41.62 平方千米，位于法国新阿基坦大区维埃纳省，该省份为法国中西部省份，北起曼恩-卢瓦尔省和安德尔-卢瓦尔省，西接德塞夫勒省，南至夏朗德省，东南接上维埃纳省，东临安德尔省。
与普瓦图地区旺德夫尔接壤的市镇（或旧市镇、城区）包括：阿旺通、沙布尔奈、舍讷谢、若奈-克朗、马里尼-布里宰、讷维尔德普瓦图、乌济伊、蒂拉若。

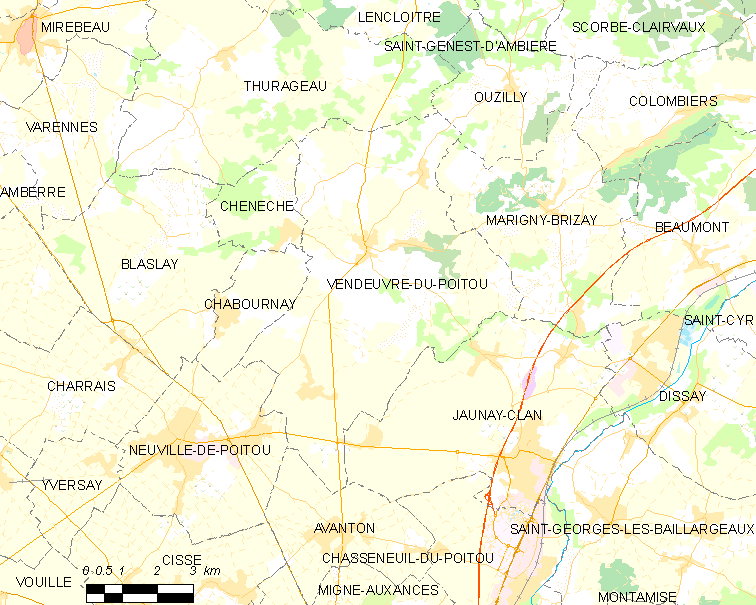
普瓦图地区旺德夫尔的OSM定位图

普瓦图地区旺德夫尔的时区为UTC+01:00、UTC+02:00（夏令时）。

## 行政
普瓦图地区旺德夫尔的邮政编码为86380，INSEE市镇编码为86281。

## 政治
普瓦图地区旺德夫尔所属的省级选区为若奈-马里尼县。

## 人口

1962-2008年间普瓦图地区旺德夫尔人口变化图示

普瓦图地区旺德夫尔于2018年1月1日时的人口数量为3214人。